# Andrea Kolbeinsdóttir
Andrea Kolbeinsdóttir (8 februari 1999) is een IJslands atlete. Ze is veelvoudig IJslands kampioene over verschillende looponderdelen en nationaal recordhoudster 3000 m steeplechase.

## Kampioenchappen
| Onderdeel      | Titel                     | Jaar                   |
| -------------- | ------------------------- | ---------------------- |
| 1500 m         | IJslands kampioene        | 2016, 2017, 2023       |
| 1500 m         | IJslands indoor kampioene | 2016, 2017, 2021       |
| 3000 m         | IJslands kampioene        | 2015, 2016, 2017, 2018 |
| 3000 m         | IJslands indoor kampioene | 2015, 2017, 2020, 2021 |
| 3000 m steeple | IJslands kampioene        | 2023                   |
| 5000 m         | IJslands kampioene        | 2023                   |
| 10 km          | IJslands kampioene        | 2023                   |
| Halve marathon | IJslands kampioene        | 2023                   |
| Marathon       | IJslands kampioene        | 2022, 2023             |

## Persoonlijke records

### Indoor
| Onderdeel | Datum            | Plaats    | Prestatie |
| --------- | ---------------- | --------- | --------- |
| 1500 m    | 26 februari 2021 | Reykjavik | 4:38.82   |
| 3 000 m   | 27 januari 2021  | Reykjavik | 9:40.54   |

### Outdoor
| Onderdeel       | Datum        | Plaats    | Prestatie     |
| --------------- | ------------ | --------- | ------------- |
| 1500 m          | 29 juli 2023 | Reykjavik | 4:35.12       |
| 3 000 m         | 9 juni 2018  | Schaan    | 9:46.93       |
| 5 000 m         | 20 juni 2023 | Chorzów   | 16:32.42      |
| 10.000 m        | 25 juni 2019 | Reykjavik | 35:25.58      |
| 3 000 m steeple | 22 juni 2023 | Chorzów   | 10:08.85 (NR) |

### Straat
| Onderdeel      | Datum            | Plaats    | Prestatie |
| -------------- | ---------------- | --------- | --------- |
| 5 km           | 20 april 2023    | Reykjavik | 16.27     |
| 10 km          | 13 augustus 2023 | Selfoss   | 35.37     |
| halve marathon | 17 oktober 2020  | Gdynia    | 1:17.52   |
| marathon       | 19 augustus 2023 | Reykjavik | 2:42.15   |

## Palmares

### 3000 m
- 2019:  EK voor landenteams (derde niveau) in Skopje - 9:47.66

### 5000 m
- 2019:  Spelen van de kleine staten van Europa

### 10.000 m
- 2019: 20e EK U23 in Gävle - 36:04.22

### Halve marathon
- 2018: 99e WK in Valencia - 1:19.46
- 2019:  Halve marathon van Reykjavik - 1:21.08
- 2020: 89e WK in Gdynia - 1:17.52

### Marathon
- 2022:  Marathon van Reykjavik - 2:47.22
- 2023:  Marathon van Reykjavik - 2:42.15

### Veldlopen
- 2021: 14e Noords kampioenschap (9,0 km) - 35.48